# Leptaxis terceirana
Leptaxis terceirana (Morelet, 1860) é uma espécie de gastrópode  da família Helicidae. É endémica de Portugal.